# Cruzeiro (Belo Horizonte)

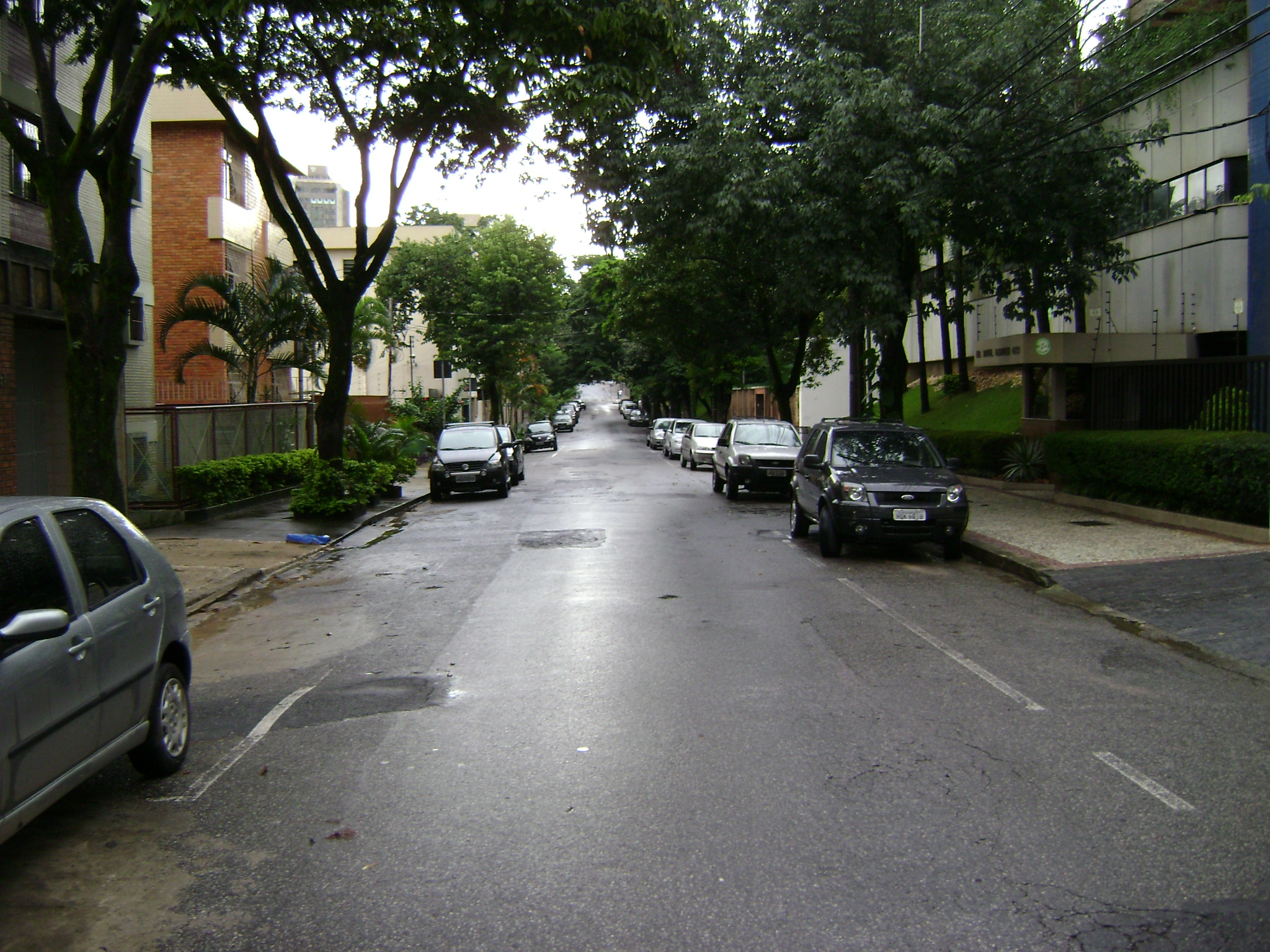

Cruzeiro es un barrio de Belo Horizonte.